# Odpočivné kameny oseckého kláštera

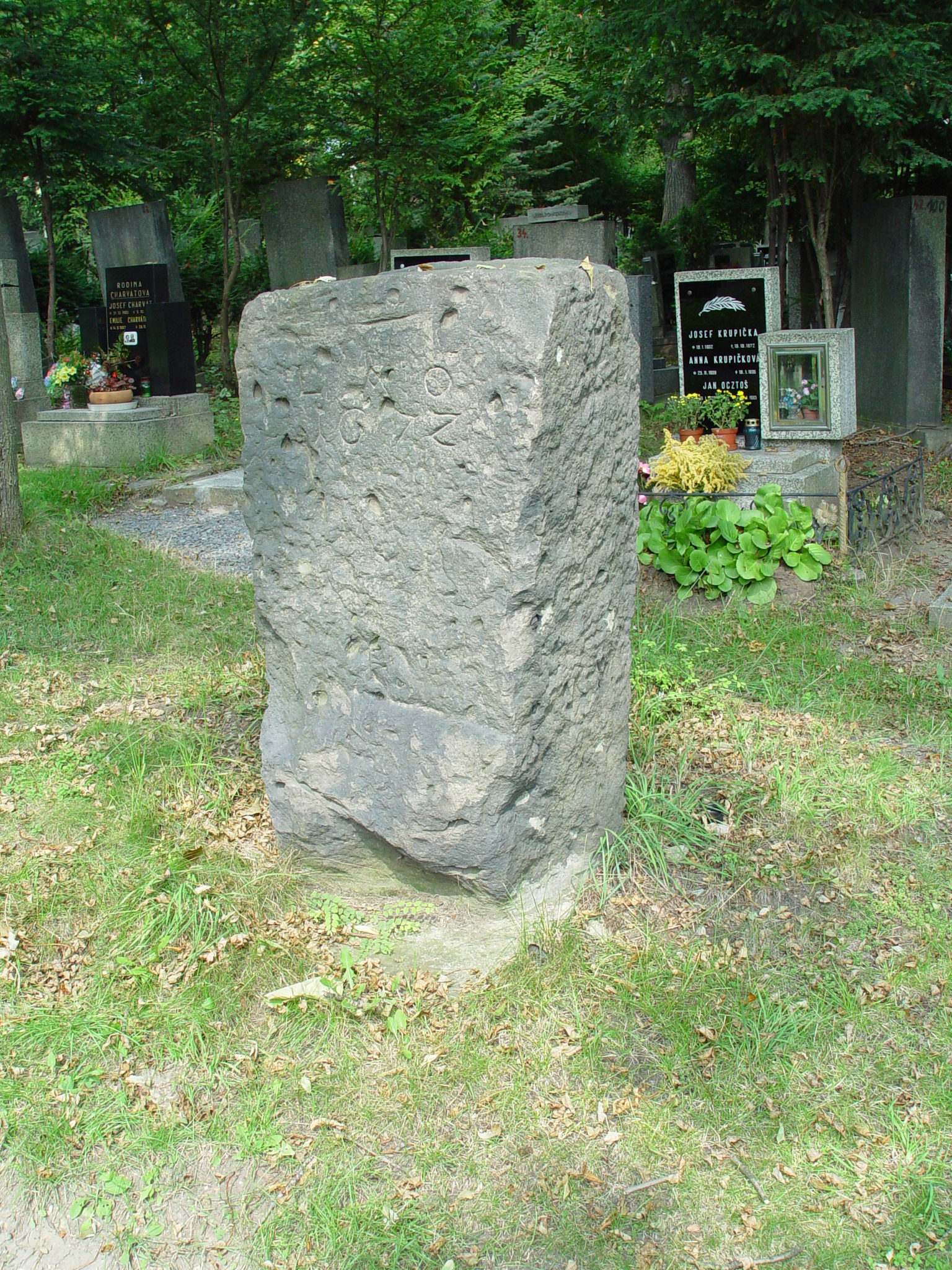
Odpočivný kámen z Libkovic umístěný na hřbitově u krematoria v Mostě

Odpočivné kameny [oseckého kláštera byly osazeny na přístupových cestách ke klášteru a podél cest k poutním místům v okolí. Zanikly nebo byly přesunuty z důvodu těžby uhlí.

## Historie
V letech 1672–1675 dal osecký opat Laurencius Scipio (1650–1691) osadit přístupové cesty k oseckému klášteru a okolním poutním místům 48 odpočivnými kameny. Tyto kameny sloužily poutníkům unaveným po cestě jako prostá odpočívadla. Nebyly však určeny k sezení, ale k podepření nákladů, které mívali na zádech. 
Poutníky byl navštěvován nejen osecký klášter, ale také poutní místo v nedalekých Mariánských Radčicích, které osečtí cisterciáci spravovali.

### Podoba kamenů
Na kamenech je vytesán nápis F.L.A.O. (Frater Laurentius Abbas Ossecensis – Bratr Vavřinec opat osecký) a letopočet osazení kamenů. Rozměry v centimetrech jsou uvedeny v pořadí: výška × šířka × tloušťka.

### Dochované kameny
- Osek u Duchcova – na rohu oseckého hřbitova (roh ulic Nádražní a Hřbitovní). Památkově chráněný.[2] Rozměry: 47 × 68 × 42. Nápis: 16FLAO74.[3]
- Osek u Duchcova – u křižovatky ulic Lidická a Nelsonská. Je zazděný pod mostem. Rozměry: 45 × 120 × ?. Zbytek nápisu: LAO 672.[3]
- Duchcov – původně stál severně od Hudcova za Hudcovskou výšinou,  u křižovatky silnic na Teplice, Duchcov a Oldřichov. Roku 2006 byl přemístěn do duchcovského muzea. Rozměry: 129 × 66 × 39. Nápis: Nápis: FLAO, 1674.[4]
- Duchcov – umístěný v atriu duchcovského muzea. Rozměry: 75 × 46 × 52. Nápis: FLAO, 1674.[5]
- Duchcov – umístěný v atriu duchcovského muzea. Rozměry: 75 × 46 × 42. Nápis: FLAO, 1674.[5] Oba kameny umístěné v duchcovském muzeu jsou památkově chráněny.[6]
- Domaslavice – původní umístění kamene bylo na severním okraji obce při cestě do Křižanova. Roku 2011 byl z bezpečnostních důvodů přemístěn na domaslavickou náves. Rozměry: 116 × 56 × 45. Nápis: FLAO, 1674.[7]
- Městský hřbitov Most (u krematoria) – původní umístění kamene bylo v obci Libkovice, odkud byl přemístěn do Mostu při zániku obce z důvodu těžby. Rozměry: 128 × 70 × 47. Nápis: LAO, 1672.[8]

### Zaniklé kameny
- Hrdlovka – u soklu Hofmanova kříže.[9]